# Cobert a la Figuerosa
Cobert a la Figuerosa és una cabana de volta de la Figuerosa, al municipi de Tàrrega (Urgell), inclosa a l'Inventari del Patrimoni Arquitectònic de Catalunya.

## Descripció
Cabana de volta utilitzada com a cobert i d'altres finalitats agrícoles. Està bastida a recer d'un marge aprofitant l'alçada perfecta per a crear-hi la volta.
La cabana segueix bastant fidelment els paràmetres constructius d'aquest tipus d'arquitectura popular, és a dir, de planta rectangular, amb coberta de volta de canó més o menys acurada, parets de pedra irregular amb rejuntament de terra i falcada amb resquills també de pedra formant aparell rústic. La seva cara no presenta cap tancament, sinó que és totalment descoberta, amb la presència d'una gran arcada de mig punt, formada per carreus de pedra estrets i allargats col·locats de manera alineada per a crear la volta de canó interior.
La coberta és a base de grans lloses de pedra unides fins a arribar a cobrir tot l'espai de la volta intentant tapar la mínima obertura que es pugui produir.